# Orobanche transcaucasica
Orobanche transcaucasica är en snyltrotsväxtart som beskrevs av Nikolai Nikolaievich Tzvelev. Orobanche transcaucasica ingår i släktet snyltrötter, och familjen snyltrotsväxter. Inga underarter finns listade i Catalogue of Life.